# Liste der Naturdenkmale in Bottrop

Stadtwappen Bottrop

In der Liste der Naturdenkmale in Bottrop sind die Naturdenkmale aus dem Landschaftsplan Bottrop von 2015 aufgezählt. Neben denkmalgeschützten Bäumen und Findlingen gibt es auch einen seltenen Hainbuchenlaubengang aus den 1920ern sowie eine Sanddüne. Viele der Bottroper Naturdenkmäler stammen aus der Zeit, als Kirchhellen noch zum Kreis Vest Recklinghausen gehörte. Sie wurden 1975 bei der Gebietsreform miteingemeindet.
Zu den Naturdenkmalen in Bottrop gibt es die ausgeschilderte Naturdenkmalroute „Na’Tour“. Der 56 km lange Radwanderrundweg führt durch das gesamte Bottroper Stadtgebiet, kann aber auch auf Etappen auf „Schusters Rappen“ bewandert werden. Den Streckenverlauf kann man sich kostenlos für das Navigationsgerät herunterladen. Alternativ gibt es auch eine Radwanderkarte aus Papier mit zahlreichen Informationen und Tipps. Sie ist in den Radstationen, im Bürgerbüro, der Stadtinformation in Bottrop, sowie der Bezirksverwaltungsstelle Kirchhellen erhältlich.
| Denkmal-Nummer | Ort / Lage | Bezeichnung des ND                                      | Anzahl | Art                           | Eingetragen seit | Schutzgrund | Beschreibung | Bild            |
| -------------- | --- | ------------------------------------------------------- | ------ | ----------------------------- | ---------------- | --- | --- | --------------- |
| ND 2.3.1       | Bottrop-Kirchhellen-Overhagen Kreuzkamp / Schulstraße Karte                                                                  | Drei Rotbuchen am Kreuzkamp                             | 3      | Rotbuche (Fagus sylvatica)    |                  | Aus landeskundlichen Gründen, wegen der besonderen Eigenart und Schönheit der Baumgruppe mit dem Wegekreuz und zur Erhaltung einer landschaftsbildprägenden Baumgruppe.                                  | Das Ensemble besteht aus drei ca. 80-jährigen Rotbuchen (Fagus sylvatica) mit einem großen, hölzernen Wegekreuz in der Mitte. | Fotos hochladen |
| ND 2.3.2       | Bottrop-Kirchhellen Dinslakener Straße / Am Feuerwachturm, Kirchheller Heide, Nähe Flugplatz Schwarze Heide. Karte           | Sanddüne                                                | 1      | Sanddüne                      |                  | Aus wissenschaftlichen, naturgeschichtlichen, landeskundlichen und erdgeschichtlichen Gründen, wegen der Seltenheit der Düne im Landschaftsraum.                                                         | Es handelt sich um eine bewaldete Sanddüne mit einer Länge von ca. 70 m und einer Höhe von 3,5–4,0 m. Die Düne selbst und die umliegenden Flächen sind mit einem strukturreichen Birken-Eichenwald mittleren Alters bestockt.                                                           | BW              |
| ND 2.3.3       | Bottrop-Kirchhellen Gartenstraße 59 Karte                                                                                    | Esche an der Gartenstraße                               | 1      | Esche (Fraxinus excelsior)    |                  | Wegen der Eigenart und Schönheit des Baumes und zur Erhaltung eines markanten, landschafts- und hofbildprägenden Einzelbaumes.                                                                           | Die Esche (Fraxinus excelsior) steht in einer hofnahen Viehweide westlich der Gartenstraße. | Fotos hochladen |
| ND 2.3.4       | Bottrop-Kirchhellen-Feldhausen Am Schloss Beck, Schlossgasse. Karte                                                          | Esche an der Schlossgasse                               | 1      | Esche (Fraxinus excelsior)    |                  | Wegen der Eigenart und Schönheit des Baumes. | Es handelt sich um eine ca. 80-jährige Esche (Fraxinus excelsior) innerhalb eines Gehölzstreifens entlang der Schlossgasse. | Fotos hochladen |
| ND 2.3.5       | Bottrop-Kirchhellen-Feldhausen Am Rand einer Viehweide zwischen Marienstraße und Bahngleise. Karte                           | Stieleiche östlich Marienstraße                         | 1      | Stieleiche (Quercus robur)    |                  | Aus wissenschaftlichen, naturgeschichtlichen und landeskundlichen Gründen, wegen der besonderen Eigenart, Schönheit und Alters des Baumes und zur Erhaltung eines landschaftsbildprägenden Einzelbaumes. | Das Alter der Eiche wird auf 500–600 Jahre geschätzt. Es sind bereits umfangreiche baumchirurgische Maßnahmen durchgeführt worden. | Fotos hochladen |
| ND 2.3.6       | Bottrop-Kirchhellen-Feldhausen An der Liborikapelle, Ecke Liboriweg / Lippweg. Karte                                         | Zwei Winterlinden an der Liborikapelle                  | 2      | Winterlinde (Tilia cordata)   |                  | Aus landeskundlichen Gründen, wegen der besonderen Eigenart und Schönheit der Baumgruppe mit der Kapelle und zur Erhaltung einer landschaftsbildprägenden Baumgruppe.                                    | Das Ensemble besteht aus zwei 130–150-jährigen Winterlinden (Tilia cordata) mit der Liborikapelle in der Mitte. Eine frühere dritte Linde ist aus Gründen der Verkehrssicherungspflicht beseitigt worden.                                                                               | Fotos hochladen |
| ND 2.3.7       | Bottrop-Kirchhellen-Overhagen Am Hagelkreuz / Auf dem Timpen Karte                                                           | Winterlinde am Hagelkreuz                               | 1      | Winterlinde (Tilia cordata)   |                  | Aus landeskundlichen Gründen, wegen der besonderen Eigenart und Schönheit des Baumes mit dem Wegekreuz und zur Erhaltung eines landschaftsbildprägenden Baumes.                                          | Die ca. 80-jährige Winterlinde (Tilia cordata) steht an der Nordseite eines großen, steinernen Wegekreuzes. | Fotos hochladen |
| ND 2.3.8       | Bottrop-Kirchhellen Östlich der Hofgebäude an der Straße Lemmhof. Karte                                                      | Walnussbaum Hof Miermann                                | 1      | Walnussbaum (Juglans regia)   |                  | Wegen der Eigenart und Schönheit des Baumes und zur Erhaltung eines markanten, landschafts- und hofbildprägenden Einzelbaumes.                                                                           | Der Walnussbaum (Juglans regia) steht im Randbereich von Hofgebäuden östlich der Straße Lemmhof. | BW              |
| ND 2.3.9       | Bottrop-Kirchhellen Kirchheller Heide / Heidhofsee, Hermann-Löns-Weg / Denkmal Karte                                         | Findlinge am Heidhofsee                                 | 8      | Findling (Sandstein, Granit)  |                  | Aus natur- und erdgeschichtlichen Gründen. | Es handelt sich um acht Steine aus Sandstein und Granit, die gruppenartig angeordnet sind. An einem Stein befindet sich eine Inschrift zum Gedenken an den Heimatdichter Hermann Löns.                                                                                                  | BW              |
| ND 2.3.10      | Bottrop-Kirchhellen Dorfheide 6 Karte                                                                                        | Stieleiche an der Straße Dorfheide                      | 1      | Stieleiche (Quercus robur)    |                  | Wegen der Eigenart und Schönheit des Baumes und zur Erhaltung eines markanten, landschafts- und hofbildprägenden Einzelbaumes.                                                                           | Die Stieleiche (Quercus robur) mit mächtiger Kronentraufe steht im Randbereich des befestigten Hofplatzes der Hoflage Holbeck südlich der Straße Dorfheide. | BW              |
| ND 2.3.11      | Bottrop-Kirchhellen Burgstraße Karte                                                                                         | Esche an der Burgstraße                                 | 1      | Esche (Fraxinus excelsior)    |                  | Wegen der Eigenart und Schönheit des Baumes. | Es handelt sich um eine ca. 80-jährige Esche (Fraxinus excelsior) innerhalb eines Gehölzstreifens entlang der Burgstraße. | BW              |
| ND 2.3.12      | Bottrop-Kirchhellen Utschlagstraße / Hiesfelder Straße Karte                                                                 | Hainbuche an der Utschlagstraße                         | 1      | Hainbuche (Carpinus betulus)  |                  | Wegen der Seltenheit und Eigenart des Baumes. | Es handelt sich um eine an der Basis zweistämmige Hainbuche (Carpinus betulus), deren Stämme in ca. 2 m Höhe zusammengewachsen sind. Die Hainbuche wurde in ca. 4 m Höhe auf den Stock gesetzt (geschneitelt), zeigt aber wieder Stockausschläge und beginnende Kronenentwicklung.      | BW              |
| ND 2.3.13      | Bottrop-Kirchhellen Kirchheller Heide, Hiesfelder Straße Karte                                                               | Findling an der Hiesfelder Straße                       | 1      | Findling                      |                  | Aus natur- und erdgeschichtlichen Gründen, wegen der Schönheit des Steines. | Der Findling hat einen Durchmesser von ca. 4,0 m bei einer Höhe von ca. 1,0 m. | BW              |
| ND 2.3.15      | Bottrop-Kirchhellen-Grafenwald Heimersfeld 16 Karte                                                                          | Rotbuche an der Straße Heimersfeld                      | 3      | Rotbuche (Fagus sylvatica)    |                  | Aus landeskundlichen Gründen, wegen der besonderen Eigenart, Seltenheit und Schönheit des Baumes und zur Erhaltung eines landschafts- und siedlungsbildprägenden Baumes.                                 | Die Rotbuche (Fagus sylvatica) steht im Bereich des Bürgersteigs an der Ostseite der Straße Heimersfeld. Der Baum besteht aus drei mächtigen, miteinander verwachsenen Stämmen. In einem der Stämme befindet sich in geringer Höhe eine Asthöhle.                                       | BW              |
| ND 2.3.16      | Bottrop-Eigen Köllnischer Wald, Verbindungsweg zwischen Mauskirchweg und Steinbrinkstraße Karte                              | Herzogsbuche im Köllnischen Wald                        | 2      | Rotbuche (Fagus sylvatica)    |                  | Wegen der besonderen Seltenheit, Eigenart und Schönheit des Baumes. | Es handelt sich um eine zweistämmige Rotbuche (Fagus sylvatica) mit Stammumfängen von 160 bzw. 205 cm. Die Krone musste Aufgrund des Standortes unmittelbar am Verbindungsweg aus Verkehrssicherungsgründen abgenommen werden, nachdem der Baum drohte auseinanderzubrechen.            | Fotos hochladen |
| ND 2.3.17      | Bottrop-Eigen Köllnischer Wald / Bischofssondern, Kreuzungsbereich Schliehenbankweg / Herzogstraße, am Trimm-Dich-Pfad Karte | Findlinge im Köllnischen Wald                           | 7      | Findlinge                     |                  | aus natur- und erdgeschichtlichen Gründen, wegen der Schönheit der Steine. | Es handelt sich um eine Gruppe aus sieben Findlingen mit den Abmessungen: - 1,20 × 0,80 × 0,45 m - 1,10 × 1,10 × 0,50 m - 1,40 × 1,00 × 0,40 m - 1,10 × 1,10 × 0,60 m - 1,80 × 1,60 × 0,40 m - 1,15 × 0,70 × 0,70 m - 1,45 × 1,00 × 0,60 m                                              | BW              |
| ND 2.3.18      | Bottrop-Eigen Köllnischer Wald / Bischofssondern, Oberhausener Straße (L 623) / Schleenkamp, am Grill- und Spielplatz. Karte | Hainbuchenlaubengang an der L 623                       | ?      | Hainbuchen (Carpinus betulus) | 1974             | Aus naturgeschichtlichen und landeskundlichen Gründen, wegen der Seltenheit, Eigenart und Schönheit des Laubenganges.                                                                                    | Es handelt sich um einen ca. 3,0 m breiten und 2,5 m hohen Laubengang aus Hainbuchen (Carpinus betulus) mit einer Länge von 36 m entlang der L 623. Der Laubengang wird durch eine Holzkonstruktion gestützt. Er wurde 1920 an der ehemaligen Jugendherberge Bischofssondern gepflanzt. | Fotos hochladen |
| ND 2.3.19      | Bottrop-Stadtmitte Garten zwischen Beethoven-, Schumann- und Bachstraße Karte                                                | Hainbuche zwischen Beethoven-, Schumann- und Bachstraße | 1      | Hainbuche (Carpinus betulus)  |                  | Wegen der besonderen Seltenheit, Eigenart und Schönheit des Baumes. | Die Hainbuche (Carpinus betulus) mit mächtiger Kronentraufe steht innerhalb eines Gartens. | BW              |
| ND 2.3.20      | Bottrop-Welheim Karnaper Wäldchen,zwischen Brauckstraße / Halde 19 an der Boye, Stadtgrenze zu Essen / Gladbeck. Karte       | Rotbuche an der Boye in Welheim                         | 1      | Rotbuche (Fagus sylvatica)    |                  | Wegen der besonderen Eigenart und Schönheit des Baumes. | Die ca. über 150 Jahre alte Rotbuche (Fagus sylvatica) steht innerhalb des geschlossenen Waldbestandes ca. 25 m westlich der Böschung zur Boye. Es handelt sich um einen in 7 m Höhe dreistämmigen Baum mit ausgeprägter Kronentraufe.                                                  | BW              |
| ND 2.3.21      | Bottrop-Stadtmitte Im Stadtgarten, Museum Quadrat, am Teich. Karte                                                           | Findling im Stadtpark nordöstlich Museum Quadrat        | 1      | Findling (Braunkohlenquarzit) |                  | Aus natur- und erdgeschichtlichen Gründen, wegen der Seltenheit, Eigenart und Schönheit des Steines. | Es handelt sich um einen Braunkohlenquarzit mit Wurzelabdrücken mit den Abmessung 1,45 × 1,10 × 0,65 m. | BW              |
| ND 2.3.22      | Bottrop-Stadtmitte Im Stadtgarten, Museum Quadrat. Karte                                                                     | Findling im Stadtpark südwestlich Museum Quadrat        | 1      | Findling (Rapakiwi-Granit)    |                  | Aus natur- und erdgeschichtlichen Gründen, wegen der Seltenheit, Eigenart und Schönheit des Steines. | Es handelt sich um einen Findling aus Rapakiwi-Granit mit den Abmessungen 1,15 × 0,80 × 0,35 m. | BW              |
| ND 2.3.23      | Bottrop-Stadtmitte Im Stadtgarten, Nähe Tennisplätze / Springbrunnen Karte                                                   | Winterlinde im Stadtpark südwestlich Museum Quadrat     | 1      | Winterlinde (Tilia cordata)   |                  | Wegen der besonderen Schönheit des Baumes und zur Erhaltung eines den Stadtpark belebenden Baumes. | Die ca. 120 Jahre alte Winterlinde (Tilia cordata) mit ausladender Baumkrone steht im Randbereich eines Parkweges. | BW              |
| ND 2.3.24      | Bottrop-Kirchhellen-Feldhausen Grünfläche zwischen Kapellenstraße und Schlossgasse Karte                                     | Hainbuche an der Kirche Feldhausen                      | 1      | Hainbuche (Carpinus betulus)  |                  | Wegen der Seltenheit und Eigenart des Baumes. | Es handelt sich um das Relikt eines Baumes, von dem heute nur noch der Stamm vorhanden ist. Das Baumdenkmal besitzt naturhistorische Bedeutung. Der Stammumfang beträgt 335 cm. | Fotos hochladen |
| ND 2.3.25      | Bottrop-Kirchhellen Elsbachsee in der Kirchheller Heide, am Waldweg Koppelweg / Hiesfelder Straße Karte                      | Stieleiche am Senkungssee Elsbach                       | 1      | Stieleiche (Quercus robur)    |                  | Wegen der besonderen Schönheit des Baumes und stellvertretend für die Bäume, die den Bergsenkungen weichen mussten                                                                                       | Es handelt sich um einen frei stehenden, ca. 25 m hohen Baum mit gut ausgeprägter Krone, am Rande des Aufgrund von Bergbaueinwirkungen entstandenen Elsbachsees. Der Stamm weist eine deutliche Höhlung auf und misst einen Umfang von 3,80 m.                                          | BW              |